# Bazilakoa
Bazilakoa est une commune rurale située dans le département de Dalo de la province du Ziro dans la région du Centre-Ouest au Burkina Faso.

## Géographie
La commune est située le long de la route nationale 13.